# Contea di Yugan
La contea di Yugan (余干县S, Yúgān XiànP) è una contea della Cina, situata nella provincia di Jiangxi e amministrata dalla prefettura di Shangrao.